# Свети Георги (Градище)
Вижте пояснителната страница за други значения на Свети Георги.
„Свети Георги“ (на македонска литературна норма: „Свети Ѓорѓи“) е възрожденска манастирска православна църква в село Градище, северната част на Северна Македония. Част е от Кумановско-Осоговската епархия на Македонската православна църква – Охридска архиепископия. Манастирът е обявен за паметник на културата.
Църквата е изградена под върха на Градищкия рид, южно от селото Градище. Издигната е на основите на стар манастирски храм в рамките на крепостта Градище. Ферманът за обнова на храма е от 1864 година, издаден от султан Абдул Азис. Манастирът започва да се гради в 1866 година по времето на управлението в Куманово на Мехемед Назиф паша и е завършен в 1868 година.
След установяването на Българската екзархия в 1871 година храмът се държи от патриаршистите до 1896 година. В тази година е затворен, а в 1905 година е предаден на българската община.
В архитектурно отношение представлява триконхална църква с един купол и е уникална за Кумановско. Изградена е във византийски стил с редуване на дялани камъни и тухли. Фасадите са раздвижени с хоризонтални разделителни венци. През октомври 1978 година храмът е ремонтиран отвън, а в 2001 година – отвътре, като са измазани стените на трите конхи. В 2003 година църквата е измазана и отвън.
В храма има само един стенопис от 2005 година – дело на Сречко Андоновски – Челик. Иконите от стария оригинален иконостас, изработени в темперна техника от неизвестен автор, са изложени в Кумановската галерия за икони. Иконите на сегашния дървен иконостас са дело на Димитър Андонов – Папрадишки от 1937/38 година. Иконостасът е висок колкото царските икони, които нетипично изобразяват фигури в цял ръст.
- Икони от стария иконостас, първа половина на XIX век, днес в Кумановската галерия за икони
- „Богородица с Христос“
- „Свети Димитър“
- „Свети Георги“